# Lomar
Lomar era una freguesia portuguesa del municipio de Braga, distrito de Braga.

## Historia
Fue suprimida el 28 de enero de 2013, en aplicación de una resolución de la Asamblea de la República portuguesa promulgada el 16 de enero de 2013 al unirse con la freguesia de Arcos, formando la nueva freguesia de Lomar e Arcos.

## Patrimonio
En el patrimonio de la antigua freguesia destaca la iglesia parroquial, de estilo románico, datada en el siglo XII, que incorpora arcos de un antiguo monasterio benedictino y detalles arquitectónicos y ornamentales del siglo IX al siglo XII. Cabe señalar también el crucero y las capillas de San Antonio y del Señor de los Milagros.